# 펄스파

듀티 사이클

펄스파(pulse wave, pulse train)는 비정현파(非正弦波) 파형의 일종으로, 듀티 사이클 50%의 방형파와 그와 비슷지만 비동기성의 파(다른 50% 듀티 사이클)를 포함한다. 신시사이저 프로그래밍에 사용되는 용어이며 수많은 신시사이저에서 사용할 수 있는 흔한 파형이기도 하다. 이 파의 구체적인 파형은 오실레이터 출력의 듀티 사이클이나 펄스폭에 의해 결정된다. 수많은 신시사이저에서 듀티 사이클은 더 동적인 음색을 위해 변조(펄스 폭 변조)가 가능하다. 펄스파는 장방형파(rectangular wave)로도 불린다.

## 같이 보기
- 싱크함수
- 사인파
- 방형파